# Argyrodes calmettei
Argyrodes calmettei là một loài nhện trong họ Theridiidae.
Loài này thuộc chi Argyrodes. Argyrodes calmettei được miêu tả năm 1990 bởi Lopez beschreven.